# Peponidium montanum
Peponidium montanum är en måreväxtart som beskrevs av Arenes. Peponidium montanum ingår i släktet Peponidium och familjen måreväxter. Inga underarter finns listade i Catalogue of Life.